# Weiße Wolke Carolin (Film)
Weiße Wolke Carolin ist ein deutscher Kinderfilm von Rolf Losansky aus dem Jahr 1985. Er beruht auf dem gleichnamigen Kinderbuch von Klaus Meyer.

## Handlung
Hannes Wittspeck besucht die fünfte Klasse im Dorf Boddenhagen am Saaler Bodden. Er ist mit der gleichaltrigen Carolin befreundet und verliebt sich schließlich in sie. Er vergleicht sie mit einer weißen Wolke am Himmel und erinnert sich beim Blick in die Wolken immer wieder an sie. Die Klassenlehrerin akzeptiert die erste Liebe zwar, war sie beim ersten Verliebtsein doch auch erst zwölf Jahre alt, doch erhält Hannes nun öfter Tadel, weil er im Unterricht unaufmerksam ist oder durch trotzige Antworten stört. Carolins Mutter ist mit der Beziehung einverstanden, Hannes’ Mutter reagiert eher gereizt, während der Vater Hannes freundschaftlich helfen will. Bald hat Hannes ersten Liebeskummer, da die aktive Pionierin Carolin ihre Freizeit oft mit Benno verbringt, der stets Bonbons dabeihat und sich ebenfalls als Pionier engagiert. Hannes wiederum wird öfter von Kerstin angesprochen, hat er doch im Boddenwasser ein eignerloses Motorboot gefunden, das nach den Regeln des Boddens dem Finder gehört. Hannes kann nun auf dem Bodden fahren und Kerstin sieht sich gerne als Passagierin.
Carolin ist verwundert, dass Hannes sie immer mehr meidet, und findet es albern, dass er eifersüchtig ist. Zwischen Hannes und Benno wiederum kommt es zum Zweikampf, als Benno sich über sie lustig macht, wären Benno und Carolin doch nie ein Paar gewesen. Der Kampf endet mit der Versöhnung beider Jungen.
Carolin findet ihre Mutter bewusstlos in ihrer Wohnung auf. Sie holt Hannes zu Hilfe, der sofort den Krankenwagen anruft und Erste-Hilfe-Maßnahmen einleitet. Carolins Mutter kommt ins Krankenhaus und Carolin und Hannes versöhnen sich. Als Carolin eines Tages ihre Mutter im Krankenhaus besucht, will Hannes mit dem Motorboot über den Bodden zu ihr fahren und sie abholen. Benno und Kerstin schließen sich an. Am anderen Ufer angekommen zieht ein Sturm auf. Benno weigert sich, die Rückfahrt mit dem Boot anzutreten, sodass der trotzige Hannes alleine fahren will. Carolin und Kerstin schließen sich Hannes an, da sie ihn nicht allein auf die gefährliche Fahrt lassen wollen. Auf dem Bodden geraten die drei Kinder in Seenot, da sie auf einer Untiefe festgefahren sind und nun die Wellen das Boot mit Wasser füllen. Benno hat unterdessen im Dorf Hilfe geholt und ein Rettungsboot fährt auf den Bodden, um die Kinder zu holen. So plötzlich, wie der Sturm angefangen hat, lässt er auch wieder nach. Der Fahrer des Rettungsbootes entscheidet, dass Hannes nun selbst an Land finden und seine Strafe erhalten soll. Kerstin reagiert rebellisch auf die Vorwürfe ihrer am Ufer stehenden Eltern, Carolins Oma besorgt. Hannes’ Mutter geht wortlos davon, während sein Vater zwischen Zorn und Verständnis schwankt. Es bleibt offen, ob Hannes und Carolin wieder ein Paar werden.

## Produktion
Der Film erlebte am 12. Juli 1985 im Berliner Colosseum seine Premiere und kam am gleichen Tag in die Kinos der DDR. Im September 1986 lief der Film auch in den bundesrepublikanischen Kinos an. Er erlebte am 24. Oktober 1987 auf DFF 1 seine DDR-Fernsehpremiere und am 25. Dezember 1987 mit seiner Ausstrahlung im ZDF seine bundesdeutsche Fernseherstausstrahlung.

## Kritik
Die zeitgenössische Kritik lobte Regisseur Losansky als einen „sensible[n], behutsame[n] Regisseur, der mit viel Feingefühl und Takt vorgeht, auch die Erwachsenenwelt nicht übersieht, sie in ihrem Verständnis gegenüber den beiden ‚Verliebten‘ wohl aber allzusehr als Ideal darstellt.“ Andere Kritiker befanden, dass die Schlussszene mit der dramatischen Bootsfahrt „nicht zu den Glücksmomenten der Regie zähl[t]“ und Losansky hier „Kintopp statt […] wirklichkeitsnahes und poesieerfülltes Kino“ mache. „Der Film verfällt hier in einen Action-Rhythmus, der zum Vorangegangenen unangemessen wirkt“, so auch spätere Kritiker.
Für den film-dienst war Weiße Wolke Carolin „ein poetischer Kinderfilm, der die Gefühle seiner Figuren ernst nimmt. Trotz seines eher gelassenen Erzählrhythmus eine humorvolle, ‚aufregende‘ Reise in die Gefühlswelt von Kindern.“ „Wunderbar erzählt, mit glaubwürdigen Charakteren“, befand Cinema.

## Auszeichnungen
Weiße Wolke Carolin wurde 1985 auf dem 4. Nationalen Festival für Kinderfilme in Kino und Fernsehen in Gera mit dem Goldenen Spatz und dem Ehrenpreis der Kinderjury ausgezeichnet. Zudem erhielt er 1985 das staatliche Prädikat „Wertvoll“.